# Jacques Heurgon
Jacques Heurgon (* 25. Januar 1903 in Paris; † 27. Oktober 1995 ebenda) war ein französischer Klassischer Philologe und Althistoriker.

## Leben
Jacques Heurgon studierte von 1923 bis 1927 an der École normale supérieure in Paris Klassische Philologie und Alte Geschichte, wichtigste akademische Lehrer waren die Altphilologen Alfred Ernout und Jules Marouzeau sowie die Althistoriker Jérôme Carcopino und André Piganiol. Nach dem Abschluss seines Studiums wurde er 1928 Mitglied der École française de Rome. 1930 wurde Heurgon Lehrer in Nancy, ging aber schon zwei Jahre später als Dozent an die Universität Algier. Von 1934 bis 1937 unterrichtete er zusätzlich am Lycée Bugeaud in Algier. Er blieb bis 1942 in Algerien, wurde dann Angehöriger der französischen Streitkräfte. Er nahm an den Kämpfen um Monte Cassino teil und war danach 1944/45 Kulturattaché in Rom. Hier lernte er unter anderem Massimo Pallottino und Santo Mazzarino kennen. 1945 erfolgte die Promotion in Paris, anschließend wurde Heurgon als Professor an die Universität Lille berufen und wechselte 1951 als Dozent an die Sorbonne. Dort wurde er 1953 Professor für lateinische Philologie und lehrte bis zu seiner Emeritierung 1971. 1969 wurde er Mitglied der Académie des inscriptions et belles-lettres. 1972 wurde er zum korrespondierenden Mitglied der British Academy und 1975 zum assoziierten Mitglied der Académie royale des Sciences, des Lettres et des Beaux-Arts de Belgique gewählt.
Heurgon beschäftigte sich mit philologischen, historischen, numismatischen und archäologischen Forschungen insbesondere zur Römischen Republik. Im Zentrum seiner Studien standen die drei Regionen Nordafrika, Italien und Gallien, in denen er auch als Forscher Zeit verbrachte. Höhepunkt seiner Studien war eine umfassende Monografie zu Rom innerhalb seiner mittelmeerischen Umwelt bis zu den Punischen Kriegen. Dieses Werk mit dem Titel Rome et la Méditerranée occidentale jusqu’aux guerres puniques wurde bis 1993 dreimal aufgelegt. Durch seine Zeit in Rom und die Kontakte mit Pallottino und Mazzarino wurde ein Buch zur Wirtschafts- und Sozialgeschichte der Etrusker angeregt, das bis heute als Standardwerk gilt und in mehrere Sprachen übersetzt wurde. Allein die deutschsprachige Ausgabe von  La Vie quotidienne chez les Étrusques wurde als Die Etrusker zwischen 1971 und 2004 viermal aufgelegt.
Heurgon war Teil der intellektuellen Linken in Algier, für die er sich auch aktiv engagierte. Er war mit Anne Desjardins, der Tochter Paul Desjardins’, verheiratet. Mit ihr gehörte er einem intellektuell-künstlerischen Netzwerk an, zu dem auch André Gide, Albert Camus, Bernhard Groethuysen, Roger Martin du Gard und Jean Tardieu gehörten.
Heurgon war Mitglied der Ehrenlegion (Offizier), Träger des Ordre des Palmes Académiques sowie des Ordre des Arts et des Lettres.
Sein Sohn Marc Heurgon war Politiker und ebenfalls Historiker.

## Schriften (Auswahl)
- La Vie quotidienne des Étrusques. Hachette, Paris 1961 (La vie quotidienne).
  - Die Etrusker. Reclam, Stuttgart 1971, ISBN 3-15-007989-6.
- Rome et la Méditerranée occidentale jusqu’aux guerres puniques. P.U.F., Paris 1969 (Coll. Nouvelle Clio n° 7).